# Dua Lipa
Dua Lipa, angleška pevka, glasbenica in besedilopiska albanskega rodu, * 22. avgust 1995, Westminster, London, Združeno Kraljestvo.
Po delu kot manekenka je leta 2015 podpisala z Warner Music Group in leta 2017 izdala svoj istoimenski glasbeni album. Album je dosegel tretjo mesto na Chart Albums in dobil devet singlov, med njimi "Be the One" in "  IDGAF "in eno samo" New Rules "v Veliki Britaniji, ki je v ZDA doseglo največ šesto mesto. Lipa je leta 2018 dobila Britanske nagrade, kot samostojna ženska izvajalka. 
Ko je aprila 2018 izšel singl "One Kiss" z Calvinom Harrisom, je dosegel vrhunec številka ena v Veliki Britaniji in postal najdaljši singel številka ena za žensko umetnico leta 2018. Z njo je leta 2019 prejela nagrado Brit za pesem leta. Leta 2019 je prejela tudi nagrado Grammy za najboljšo novo glasbeno izvajalko, "Electricity", sodelovanje s podjetjem Silk City, pa ji je pripadlo nagrado Grammy za najboljše plesno snemanje. Uspeh singla je pomagal, da je njen istoimenski album postal eden najbolj pretočnih albumov na Spotifyju in dosegel platinasto certifikacijo. Njen drugi studijski album "Future Nostalgia" je bil izdan marca 2020 z veliko kritiko. To je njen prvi britanski album številka ena; njen vodilni singel "Don't Start Now" je dosegel prvo mesto na britanski lestvici singlov in na ameriški Billboard Hot 100.  
Dua Lipa je prejela različna priznanja, med njimi dve nagradi Grammy, tri nagrade Brit in dve glasbeni nagradi MTV Europe. Nominirana je bila tudi za tri nagrade Billboard Music Awards, ameriško glasbeno nagrado in štiri MTV Video Music Awards.

## Zgodnje življenje
Rodila se je v Londonu 22. avgusta 1995, staršema Dukagjinu Lipa iz Kosova in Anesi Lipa iz Bosne. Sčasoma je obiskovala šolo mladih gledališč Sylvia, preden se je leta 2006 z družino preselila na Kosovo, ko je njen oče tam sprejel ponudbo za zaposlitev. Na Kosovu je Lipa obiskovala šolo Mileniumi i Tretë (tretjega tisočletja) v Prištini in postala ljubiteljica hip hop izvajalcev, kar bi sčasoma vplivalo na njen glasbeni slog. Pri 14 letih je Lipa začela objavljati YouTube priredbe svojih najljubših pesmi izvajalcev, kot sta Pink in Nelly Furtado. Izjavila je, da je nanjo vplivalo podobno odkritje Justina Bieberja na YouTubu, ki jo je navdihnilo za to. Eno leto pozneje se je preselila nazaj v London, z željami, da bi postala pevka, pa je med tednom živela s prijateljem in med tednom obiskovala srednjo šolo Parliament Hill ter ob sobotah dramsko šolo Sylvie Young. Da bi zaslužila za glasbene seje, je imela Lipa drugačna dela, kot so gostila restavracije in nočne klube. Z modelom za spletni katalog ASOS Marketplace je začela delovati, ko je bila stara 16 let, s ciljem, da se sreča z ljudmi, ki bi ji lahko pomagali do glasbene kariere, vendar je odšla, potem ko ji je neki upravitelj rekel, naj shujša. Lipa je leta 2013 nastopila v televizijskem oglasu za film The X Factor.

## Glasbena kariera
Preden je postala solo pevka, je pela v skupini " Warmer Music Club" in izdala svoj prvi singel "Nova ljubezen", izdala tudi je en album z naslovom "Dua Lipa", in sedem skladb, med njimi tudi dve, ki sta bili v Angliji na lestvici na desetem mestu. Aprila 2018 je singel "One Kiss" Due Lipe in Calvina Harrisa dosegel velik uspeh. Imela je štiri turneje: "2016 Tour UK UK", "Hotter than Hell Tour", "Tour of US and Europe" in "The Self-Title Tour".   

## Priznanja in dosežki
Glavni članek: Seznam nagrad in nominacij, ki jih je prejela Dua Lipa
Lipa je v svoji karieri prejela več priznanj, med drugim pet Brit Awards iz trinajstih nominacij, eno MTV Video Music Award iz petnajstih nominacij, eno American Music Award iz šestih nominacij, eno iHeartRadio Music Award iz osmih nominacij in tri nagrade Grammy iz osmih nominacij. Lipa je prejela dva Guinnessova rekorda; leta 2020 za večino prodanih vstopnic za koncert solistične izvajalke, ki je bil predvajan v živo, in leta 2021 za večino mesečnih poslušalcev na Spotifyju za izvajalko, vendar brez preseženja najvišje vrednosti vseh časov, ki jo je dosegla Ariana Grande leto prej.
Avgusta 2022 Dua Lipa je bila imenovana za častno veleposlanico Kosova je objavila sporočilo, v katerem je izrazila svoje veliko zadovoljstvo nad nagrado: »V čast in privilegij je, da lahko predstavljam svojo državo po vsem svetu in nadaljujem svoje delo in predanost globalno ter vidim, da pustimo svoj pečat in naredimo razliko. Kosovska mladina si zasluži pravico do liberalizacije vizumskega režima, svobodo potovanja in velikih sanj. Hvala vam.«

## Diskografija
- Dua Lipa (2017)
- Future Nostalgia (2020)

## Turneje

### Koncerti
- The Self-Titled Tour (2017 - 2018)
- Prihodnja turneja Nostalgia (2021)

### Otvoritveni koncerti
- Troye Sivan - Suburbia Tour (2016)
- Bruno Mars - 24K Magic World Tour (2017–2018)
- Coldplay - Head Full of Dreams Tour (2017)